# Campiglossa ophelia
Campiglossa ophelia este o specie de muște din genul Campiglossa, familia Tephritidae. A fost descrisă pentru prima dată de Erich Martin Hering în anul 1944. Conform Catalogue of Life specia Campiglossa ophelia nu are subspecii cunoscute.